# Comté de Lincoln (Nouveau-Mexique)
Pour les articles homonymes, voir Comté de Lincoln.
Le comté de Lincoln (en anglais : Lincoln County) est l’un des 33 comtés de l’État du Nouveau-Mexique, aux États-Unis. Son siège est Carrizozo. Selon le recensement de 2000, sa population est de 19 411 habitants. 

## Comtés adjacents
- Comté de Torrance (nord)
- Comté de Guadalupe (nord)
- Comté de De Baca (nord-est)
- Comté de Chaves (est)
- Comté d'Otero (sud)
- Comté de Sierra (sud-ouest)
- Comté de Socorro (ouest)

## Patrimoine
- Fort Stanton
- Fort Stanton Museum
- Jicarilla Schoolhouse

## Guerre du Comté de Lincoln (Lincoln County War
Le Comté de Lincoln est célèbre par les évènements qui s'y déroulèrent en 1878. Ces évènements sont connus comme la guerre du comté de Lincoln (Lincoln County War), une guerre d'escarmouches et de règlements de comptes qui opposa différentes factions qui s'affrontèrent durant plusieurs mois sur fond de conflit foncier et agricole : les régulateurs (dont le célèbre Billy le Kid), les Seven Rivers Warriors, la bande de Jessie Evans...